# Келен (Люксембург)
Келен (люкс. Kielen, фр. Kehlen) — коммуна в Люксембурге, располагается в округе Люксембург. Коммуна Келен (Люксембург) является частью кантона Капеллен. В коммуне находится одноимённый населённый пункт.
Население составляет 4983 человек (на 2008 год), в коммуне располагаются 1822 домашних хозяйств. Занимает площадь 28,18 км² (по занимаемой площади 23 место из 116 коммун). Наивысшая точка коммуны над уровнем моря составляет 389 м. (70 место из 116 коммун), наименьшая 242 м. (56 место из 116 коммун).

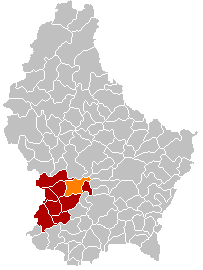
Оранжевый цвет - коммуна Келен (Люксембург), красный - кантон Капеллен.